# Abispa ephippium
Abispa ephippium (лат.) — вид крупных одиночных ос из семейства Vespidae.

## Описание
Крупные яркоокрашенные осы, длина около 3 см. Голова, усики и ноги оранжевые. Грудка чёрная с оранжевыми пятнами на переднеспинке и заднегруди. Брюшко чёрное с оранжево-жёлтыми перевязями. Взрослые осы питаются нектаром. Личинок выкармливают гусеницами бабочек.

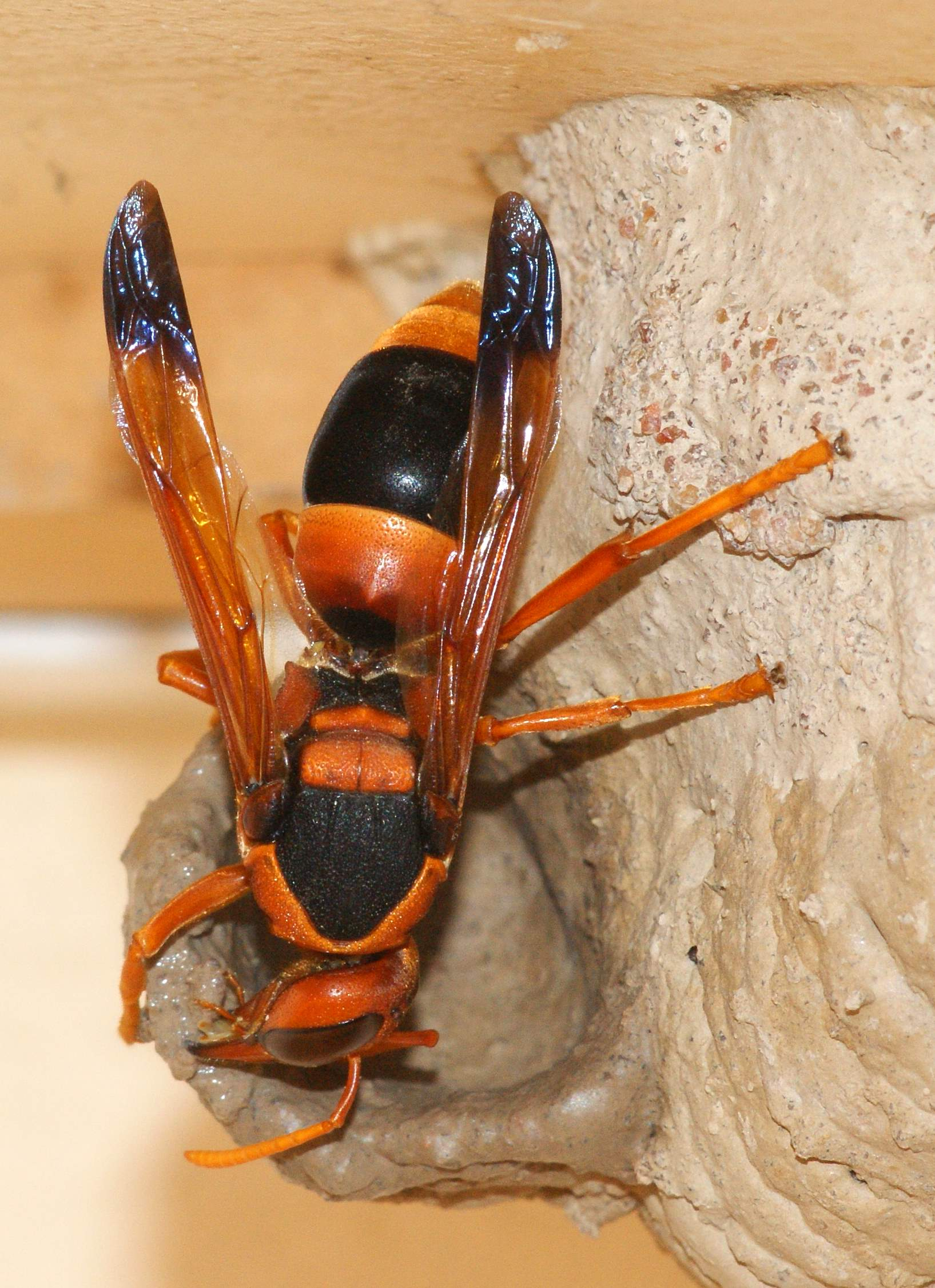
Оса Abispa ephippium строящая гнездо

## Распространение
Австралия (Квинсленд, Новый Южный Уэльс, Западная Австралия, Северные территории).